# Legio III Italica

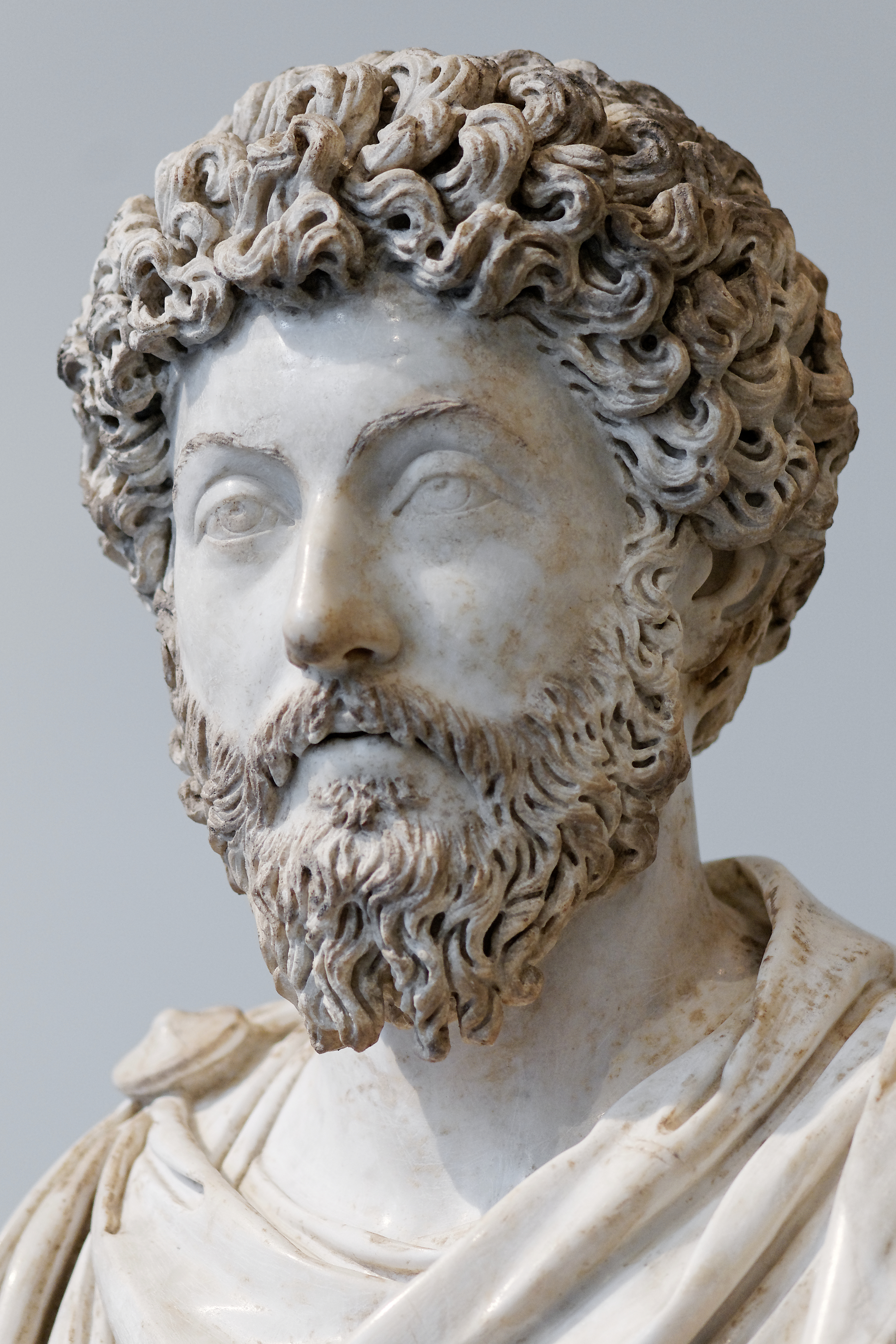
Porträtkopf des Mark Aurel (Musée du Louvre, Paris)

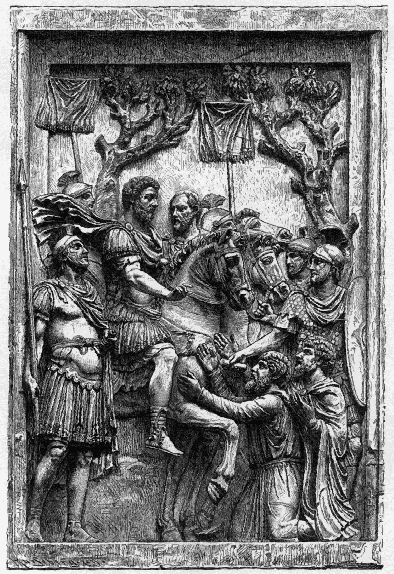
Relief, das eine Szene aus den Markomannenkriegen darstellt: Mark Aurel als Reitersieger, der die Unterwerfung von Barbarenhäuptlingen entgegennimmt.

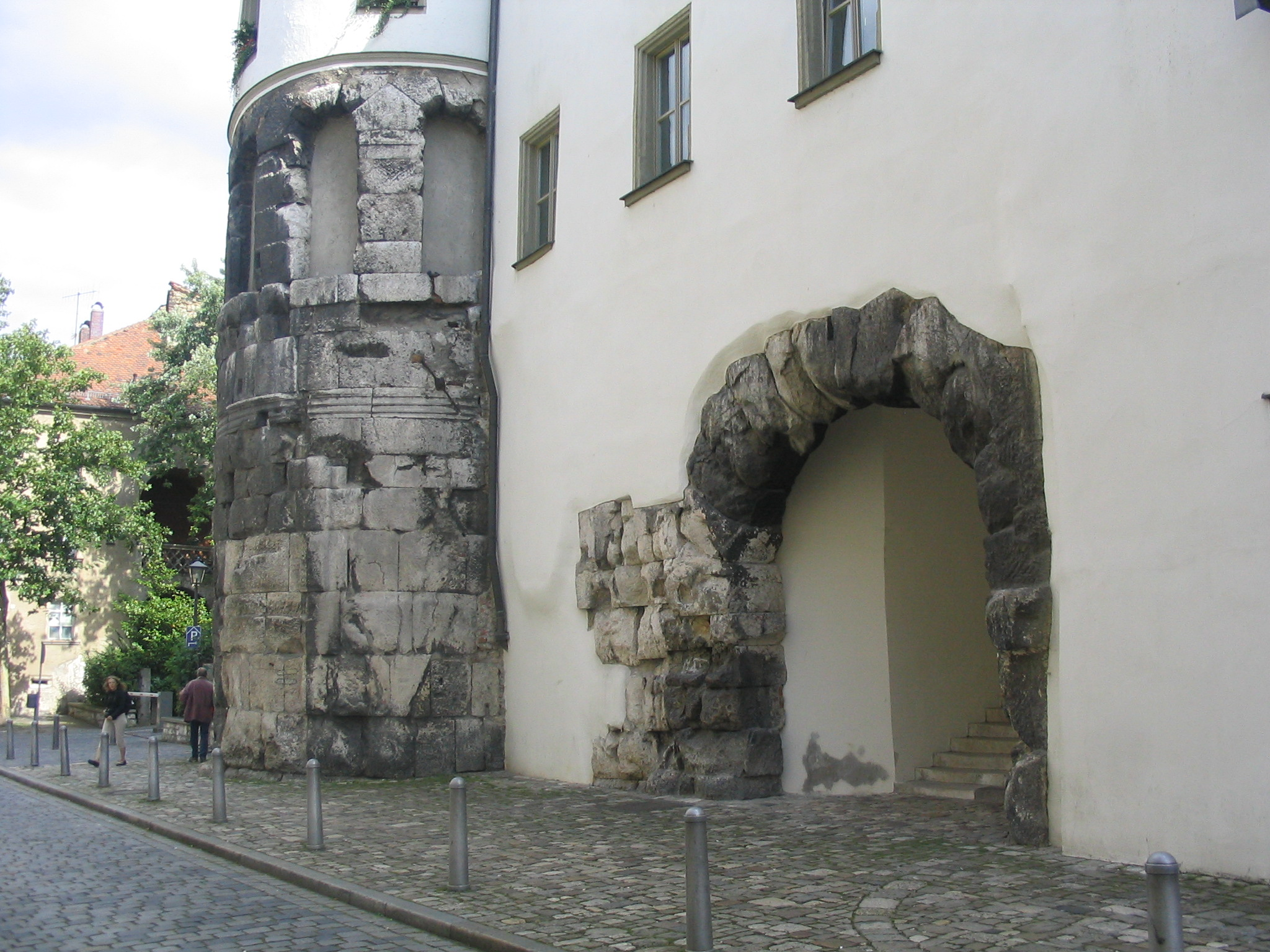
Die Porta Praetoria, das Nordtor des ehemaligen Legionslagers Castra Regina aus dem 2. Jahrhundert n. Chr., das sich in großen Teilen bis heute im bischöflichen Brauhaus erhalten hat.

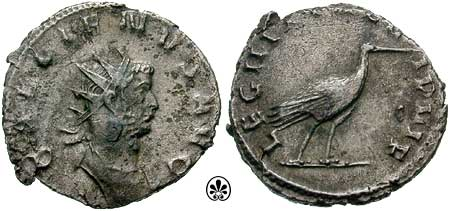
Doppeldenar (Antoninian) des Gallienus, geprägt um 260 in Mailand; am Revers die Abbildung eines Storches, das Wappentier der Legion und die Inschrift LEG III ITAL VI P(ia) F(idelis); „die dritte italische Legion, zum 6. Mal die Zuverlässige und Treue“

Schildzeichen der Tertiani, einer Einheit der Comitatenses und Vexillation der legio III Italica in der Armee des Comes Illyrici und des Magister Peditum, abgebildet in der Notitia dignitatum

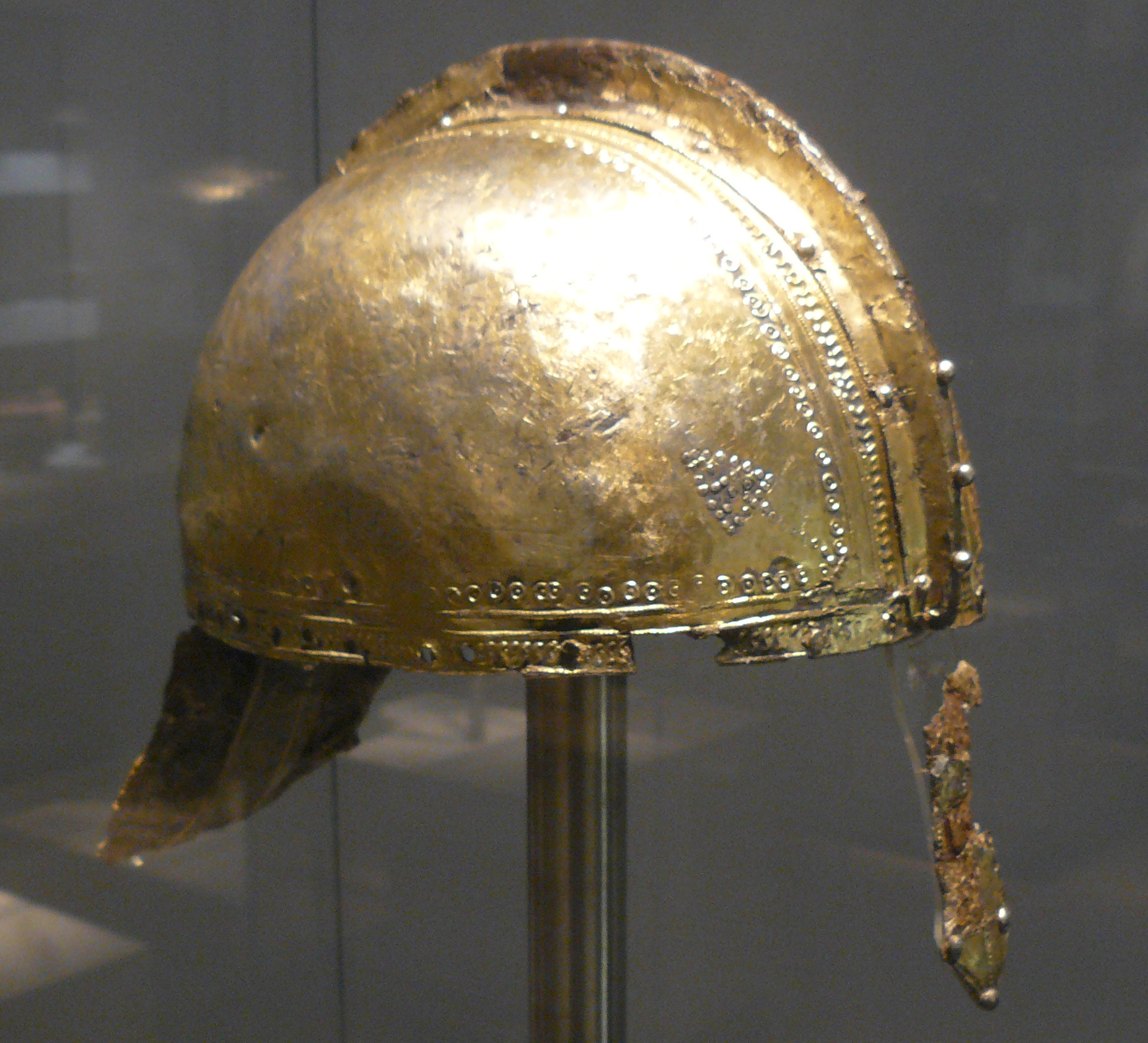
Spätrömischer Offiziershelm (Kammhelm), gefunden in der Wertach, aufbewahrt im Germanischen Nationalmuseum Nürnberg; 4. Jahrhundert n. Chr.

Die Legio III Italica Concors (deutsch: die Einträchtige) war eine Legion der römischen Armee. Sie wurde durch Kaiser Mark Aurel um das Jahr 165 n. Chr. zusammen mit der Legio II Italica zur Verstärkung der Donaulegionen ausgehoben, als das Römische Reich in einen Zweifrontenkrieg, gegen Germanien (Markomannenkriege) und Parther verwickelt war. Die Legion war bis 170 in Dalmatia und anschließend bis Mitte des 5. Jahrhunderts n. Chr. in Rätien stationiert. Als Hauptquartier diente ihr das Legionslager in Castra Regina. Ab diesem Zeitpunkt war sie ein wesentlicher Bestandteil des ansonsten aus Auxiliartruppen bestehenden raetischen Heeres. Ihr Wappentier war der Storch, das Sinnbild für pietas (Frömmigkeit).

## Oberkommando
Der Befehlshaber der Legion, ein legatus legionis aus dem Senatorenstand, war seit 179 auch Statthalter der Provinz Rätien. Die Amtsbezeichnung hierfür lautete legatus Augusti pro praetore provinciae Raetiae. Seine Amtszeit belief sich in der Regel auf ein bis zwei Jahre. Der Amtssitz der zivilen Verwaltung befand sich in Augusta Vindelicum/Augsburg, aber zugleich wird sich der Legat auch oft im Stammlager der Legion aufgehalten haben.
Seit Gallienus (253 bis 268) wurden die senatorischen Statthalter fast ausnahmslos durch Männer aus dem Ritterstand abgelöst; fortan übernahm ein ritterlicher Präfekt die Führung der Regensburger Legion (praefectus legionis). Ab den 90er Jahren des 3. Jahrhunderts wurden duces (Dux Raetiae primae et secundae) als Oberbefehlshaber der Provinzstreitkräfte eingesetzt; die Legionspräfekten sanken auf den Status von regionalen Unterführern herab.

## Verwaltungsstab/Garde
Der rätische Statthalter hatte für Verwaltungs- und Logistikaufgaben einen umfangreichen Stab (officium consularis) aus Offizieren und Soldaten der Legion oder von den Hilfstruppen zur Verfügung, deren Anwesenheit durch Inschriften nachgewiesen werden konnte; man weiß von:
- drei centuriones,[4]
- einen oder möglicherweise auch zwei beneficiarii consularis,[5]
- ein librarius consularis (Finanzen),[6]
- ein exactus consularis (Schreiber).[7]

Zu diesem Stab zählten auch vom Kaiser ausgewählte Begleiter (comites) oder Beisitzer (adsessores), die dem Statthalter vor allem in juristischen Fragen zur Hand gehen sollten.
Sein Personalstand war nicht besonders hoch, er bestand im Wesentlichen aus 3 Kanzleivorstehern (cornicularii), 3 Buchführern (commentarienses), 6 Protokollführern für Gerichtsverhandlungen (exeptores) und 20–30 Schreibern/Kopisten (exacti/liberi). Hinzu kam noch eine Handvoll Freigelassener (liberti) und Sklaven des Kaisers für die Finanzverwaltung, zusätzlich noch ein victimarius als Helfer bei religiösen Fragen. Sitz des Verwaltungsstabes war jedoch nicht das Legionslager in Regensburg, sondern die Provinzmetropole Augsburg, da dort auch ein optio praetori, eine Art Gebäudeverwalter des Statthalterpalastes (praetorium) nachweisbar ist.
Neben diesen Verwaltungsfachleuten stand dem Statthalter auch eine Reitergarde von 100 Mann zu, die equites singulares. 200 Infanteristen (pedites singulares) wurden nur in Krisenzeiten aufgeboten. In ruhigeren Zeiten wurden sie auch für andere Tätigkeiten in der Provinz herangezogen, wie beispielsweise für den Ausbau des Kastells Ellingen um 182 n. Chr. Das Personal für die Leibgarde stellte die Legion zusammen mit anderen Alen und Kohorten der raetischen Grenzarmee. Diese Männer wurden nach entsprechender Empfehlung ihrer Vorgesetzten aus ihren Stammeinheiten in die Garde des Statthalters für eine bestimmte Zeitspanne abkommandiert und auch als stratores (Stallburschen) bezeichnet.

## Funktion
Vorrangig mit dem Schutz Italiens und der östlichen Alpenregionen befasst, bekämpfte die Legion ab 170 hauptsächlich germanische Eindringlinge wie die Stämme der Markomannen, Quaden und Jazygen, die mehrmals in die am Donaulimes gelegenen Provinzen Raetia, Pannonia, Moesia und Dacia, zum Teil aber auch in Noricum eingefallen waren. Im 3. Jahrhundert musste die Legion vor allem Juthungen und Alamannen abwehren. Neben Regensburg wurden die meisten Belege für die Anwesenheit von Angehörigen der Legion in der Provinzmetropole und dem Sitz des Statthalters in Augsburg gefunden. Aber auch in anderen Teilen der Provinz waren zahlreiche Legionäre in Verwaltungs- und Kontrollämtern tätig. Ein beneficiarius consularis hatte zum Beispiel seinen Standort in der Etappe Brigantium (Bregenz). Durch den plötzlichen Zuzug von mehr als 6000 römischen Bürgern in Rätien trug die Legion wohl auch massiv zur Romanisierung der Provinz bei. In der Spätantike sicherte sie unter anderem auch die Nachschubwege aus Italien und zum Limes an Donau und Iller.

## Entwicklung

### 2. Jahrhundert
Mark Aurel beauftragte um das Jahr 165 n. Chr. Gnaeus Iulius Verus und Tiberius Claudius Proculus Cornelianus zwei neue Legionen – die II. und III. Italica – auszuheben (dilectus). Ihr Beiname lässt annehmen, dass ihr Rekrutierungsgebiet das bevölkerungsreiche Oberitalien war und die Soldaten anfänglich auch größtenteils von dort stammten. Die Gründe für ihre Aushebung werden in der Forschung unterschiedlich beurteilt: Infrage kommen beispielsweise (1.) eine Vorbereitung geplanter römischer Angriffe nördlich der Donau, (2.) eine Abwehrmaßnahme gegen die sich anbahnenden germanischen Einfälle, die kurz darauf in den Markomannenkriegen resultierten, (3.) eine Aufwertung der zukünftigen Stationierungsprovinz oder (4.) ein Ausgleich für die militärischen Verluste bei dem vorangegangenen Partherkrieg des Lucius Verus.
Unmittelbar nach ihrer Aufstellung setzte das Oberkommando wohl sofort Vexillationen der Legion in das krisengeschüttelte Pannonien in Marsch, in weiterer Folge kämpfte sie unter Mark Aurel in den Markomannenkriegen. Unter dem Oberbefehl des Quintus Antistius Adventus Postumius Aquilinus wurde die Legion zwischen 167 und 170 im Zuge der expeditio Germanica im Bereich der Zentralalpen zum Schutz Italiens gegen germanische Stämme eingesetzt. Häufig wird angenommen, dass die Legion anschließend in Tridentum (Trient) stationiert wurde – die beiden dort gefundenen Inschriften, die die Legion nennen, sind dafür jedoch kein sicherer Beleg. Ebenso unsicher ist die verbreitete Annahme, dass die Legio III Italica an dem Feldzug unter der Führung des späteren Kaisers Pertinax teilnahm, bei dem kurz nach 170 germanische Invasoren aus den Provinzen Raetia und Noricum vertrieben wurden. Eindeutig belegt ist dagegen, dass sie wie auch ihre Schwesterlegion, die legio II Italica, im Jahr 170 eine Abteilung für den Ausbau der Befestigungsanlagen der dalmatinischen Hafenstadt Salona/Solin entsandte:
vexillationes leg(ionum) II Piae et III Concordiae ped(es) CC sub cura P(ubli) Aeli Amyntiani (centurionis) frumentari leg(ionis) II Traianae
„(Die) Abteilungen der Legionen II Pia und III Concors (haben) 200 Fuß (weit die Mauer erbaut), unter der Aufsicht von Publius Aelius Amyntianus, dem Centurio für die Getreideversorgung der Legio II Traiana fortis“.
Der erste eindeutige Beleg dafür, dass die Legio III Italica nördlich der Alpen lag, ist der Weihaltar eines Benefiziariers, also eines alleine abkommandierten Elitesoldaten, von 174 n. Chr. im Tempelbezirk von Osterburken. Wenn man nicht davon ausgeht, dass dieser Benefiziarier in einer anderen Provinz eingesetzt wurde als seine Legion, zeigt diese Inschrift, dass die Legio III Italica zu diesem Zeitpunkt durch den Statthalter Obergermaniens verwaltet wurde. Daraus wird teilweise geschlussfolgert, dass die Legion vor ihrer dauerhaften Stationierung in Raetien für einige Jahre in der Nachbarprovinz Obergermanien lag. Es wurde aber auch die Hypothese aufgestellt, dass Raetien in dieser Zeit für einige Jahre durch den obergermanischen Statthalter (vermutlich Caerellius Priscus) mitverwaltet wurde – in diesem Fall wäre möglich, dass die Legio III Italica direkt von Italien nach Raetien verlegt wurde und lediglich einzelne Soldaten in den ersten Jahren noch in Obergermanien eingesetzt wurden.
Ob die Legion in den ersten Jahren ihres Bestehens bereits ein festes Standlager hatte, ist unbekannt. Wohl nach 172 und bis vor 179 n. Chr. waren einige Kohorten der Legion im großen, temporären Lager Eining-Unterfeld stationiert. Dieser Garnisonsort wurde wohl wegen ihrer Einsätze in den Markomannenkriegen gewählt. Vermutlich stand eine ihrer Vexillationen auch in Alkofen und Regensburg-Kumpfmühl.
Ab 175 begann die Legion laut einer Inschrift vom Osttor mit dem Bau von Castra Regina (Regensburg), das für die nächsten 200 Jahre ihr Stammlager und Hauptquartier wurde. Ab 179 n. Chr. war die Legion vollzählig in Castra Regina stationiert. 182 nahm die Legion an einem Feldzug gegen die germanischen Burer teil.
Bald nach ihrer Ankunft in Rätien entwickelte die Legion dort eine umfassende Bautätigkeit und war dabei unter anderem an der Beseitigung von Schäden an den Limeskastellen, die im Zuge der Markomannenkriege entstanden waren, beteiligt, so an den Kastellen in Ellingen, Pfünz, Künzing, Dambach, Passau und Straubing. Hierfür betrieb die Legion u. a. eine Ziegelei in Bad Abbach. Eine Vexillation errichtete im Jahr 181 n. Chr. unter Aufsicht eines Centurios die Umwehrung des Kastells Böhming:

„Eine Abteilung der III. Italischen Legion unter der Leitung des Centurios Julius Julinus hat die Umwehrung sowie die Tore mit vier Türmen errichtet.“

### 3. Jahrhundert
Den Großteil ihres Nachschubs konnte die Legion anfangs wohl aus den zahlreichen villae rusticae in Raetien selbst decken. Nach den katastrophalen Germaneneinfällen ab Mitte des 3. Jahrhunderts wurden viele dieser Höfe aber zerstört und nicht wiederaufgebaut. Schon früher wurde der Nachschub wohl teilweise aus Oberitalien herangeschafft. In Trient wurde eine Inschrift aus dem späten 2. Jahrhundert entdeckt, nach der ein gewisser Gaius Valerius Marianus dort als adlectus annonae legionis III Italicae eingesetzt war (wörtlich: ausgewählt für die Lebensmittelversorgung der Legio III Italica). Die Route über den Brenner war jedoch nicht die einzige Versorgungslinie, auch vom Großen St. Bernhard ist eine Weihinschrift (200 n. Chr.) eines Titus Claudius Severus, ein frumentarius legionis (Nachschuboffizier) bekannt. Vielleicht war er im Auftrag des Statthalters als Kurier unterwegs, als er auf der Passhöhe dem Jupiter Poeninus eine bronzene Votivtafel stiftete. Aurelius Silvinus, ein weiterer frumentarius legionis, hinterließ in der Hauptstadt Rom eine Weihinschrift. Er war wohl unter Severus Alexander dienstlich in Rom und weihte im „Lager der Fremden“ (castra peregrina) auf dem Caelius eine kleine marmorne Götterstatue.
Im Bürgerkrieg von 193 (sogenanntes Zweites Vierkaiserjahr) unterstützte die Legion Septimius Severus gegen Pertinax und Didius Julianus, später auch gegen Pescennius Niger und Clodius Albinus im Kampf um den Kaiserthron. Als Belohnung für die Treue der Legionäre wurden Münzen geschlagen, die am Revers einen von Standarten flankierten Legionsadler und die Inschrift LEG(io) III ITAL(ica) zeigen.
Ihre Loyalität galt auch Severus’ Nachfolger und Sohn Caracalla, unter dessen Führung sie 213 an einem Feldzug gegen die Alamannen teilnahm, 214 gegen die Karpen in Dacia und 217 in Syrien. Ab diesem Zeitpunkt führte sie den Ehrennamen Antoniniana. Zwei Inschriften aus der dacischen Garnisonsstadt Alba Iulia belegen die Anwesenheit von zwei Centurionen der III. Legion, Marcus Ulpius Caius und Marcus Ulpius Vitalis. Als Teil der besonders kampfkräftigen Donauarmee war die III. Italica häufig in die Auseinandersetzungen der sogenannten Soldatenkaiser im 3. Jahrhundert involviert (siehe auch Reichskrise des 3. Jahrhunderts). Einzelne ihrer Abteilungen müssen auch unter den beiden letzten Severern Elagabal (218–222) und Severus Alexander (222–235) wiederholt im Einsatz gewesen sein. Severus Alexander verlieh der Legion den Ehrennamen Severiana.
Auf einer Inschrift aus Celeia (Celje, SLO) wird ein weiterer Ehrennamen überliefert, Gordiana, was vermuten lässt, dass sich eine Vexillation der Legion unter Gordian III. in einer Kampagne gegen das Sassanidenreich (242–244) bewährte.
253 unterstützte sie die Erhebung des rätischen Statthalters Valerian zum Kaiser, eine Vexillation zog mit ihm 259/60 erneut in den Osten. Auch eine Inschrift des Sassanidenkönigs Schapur I., der Valerian bei Edessa besiegte und gefangen nahm, spricht von Soldaten „aus dem Volk der Raeter“ im römischen Heer. Währenddessen errang sie im Westen unter der Führung seines Sohnes und Mitkaisers Gallienus (253–268) mehrfach Siege gegen Germanenstämme, wofür ihr die Titel VI pia und VII pia („zum sechsten-/siebtenmal fromm und pflichtbewusst“) verliehen wurden.
Merkwürdigerweise wird die III. Italica nicht auf der historisch bedeutsamen Weihinschrift des Augsburger Siegesaltars um 260 erwähnt, was Anlass zu Spekulationen bezüglich ihres damaligen Verbleibs gegeben hat. Ein kompletter Abzug der Legion aus Rätien ist wohl auszuschließen, da sie zu dieser Zeit ohnehin nicht mehr in voller Mannschaftsstärke ins Feld marschierte. Die Legion hatte zwar schon wiederholt Abteilungen für die Perserfront, den Kampf gegen den Usurpator Ingenuus und gegen die Alamannen abgestellt, ein Abzug der gesamten Legion wäre aber im Hinblick auf die sehr angespannte Sicherheitslage unklug gewesen.
Im Jahre 273 wurde sie im Zuge des Krieges von Kaiser Aurelian gegen die Sezession der Königin von Palmyra, Zenobia, wieder in den Osten des Reiches in Marsch gesetzt. Am palmyrenischen Feldzug war auch eine Vexillation ihrer Schwesterlegion, der norischen II. Italica, beteiligt. 272 kam es bei Emesa zur entscheidenden Schlacht:

„…die palmyrenische Armee war 70 000 Mann stark […] und versammelte sich in der Ebene vor Emesa. Ihnen gegenüber stellte sich [Aurelian] mit seiner Dalmatinischen Kavallerie auf, sowie mit den Moesiern, den Pannoniern […], und den Norikern und Raetern, die keltische Legionen sind…“

Laut der Historia Augusta unternahm Aurelian 275 auch eine Expedition nach Raetien, um die dort eingefallenen Germanenstämme wieder zurückzuschlagen. Auch Kaiser Probus (276-282) wurde militärisch in Rätien aktiv und errang am Lech 278/279 einen vernichtenden Sieg über eine Koalition der Burgunden und Vandalen, dennoch hoben die II. und III. Italica 282 den Usurpator Carus als neuen Kaiser auf den Schild. Um 285 nahm eine Vexillation möglicherweise am Feldzug Maximians nach Africa teil.

### 4. bis 5. Jahrhundert

Legionär der Tertia Italica, 4. Jahrhundert n. Chr.

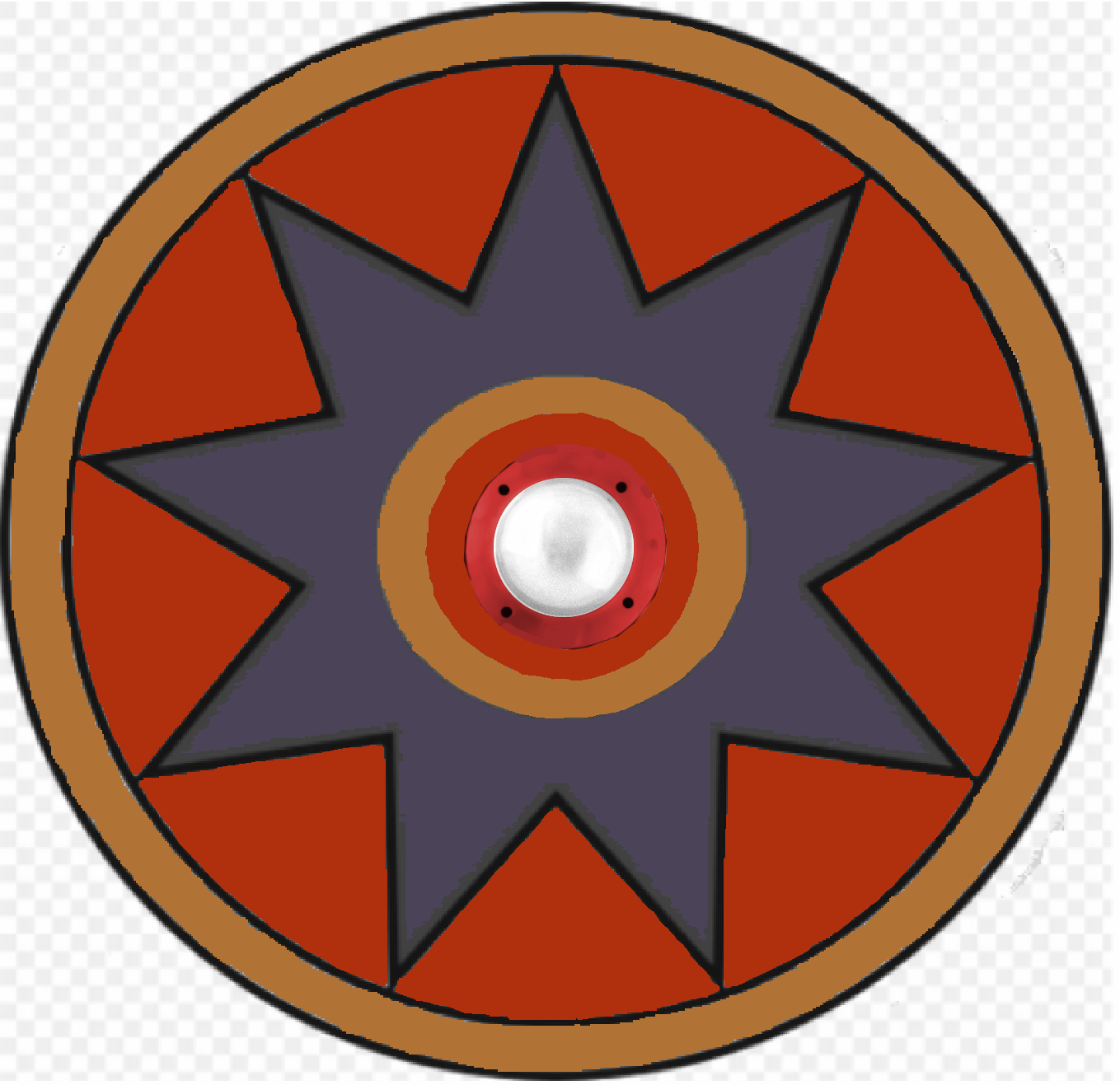
Truppenliste des Magister Peditum: Schildbemalung der Ursarienses im frühen 5. Jahrhundert

Spätestens an der Wende vom 4. zum 5. Jahrhundert war die rätische Hauslegion in sechs eigenständige Vexillationen aufgespalten worden, die jeweils unter dem Kommando eines Präfekten standen. Ungefähr 1000 Mann blieben aber wohl weiterhin in Regensburg stationiert. Da die Hauptquelle hierfür, die Notitia dignitatum (ND), offenbar nicht mehr den ursprünglichen Gesamtbestand mit der pars inferior (Abschnitt zwischen Regensburg und Passau) wiedergibt, lassen sich für das frühe 4. Jahrhundert noch mehr Vexillationen annehmen.
Die Nordgrenze Rätiens bildete nun laut ND die pars superior (oberer Teil), größere Abteilungen der Legion waren in Submuntorio und Vallato stationiert. Die Westgrenze bildete die pars media (mittlerer Teil) mit der Stadt Cambodunum und Grenzposten von Vemania bis Cassilacum.
Über die Tertia Italica, die auf fünf Standorte verteilt war, verfügte nun der „höchst ehrenwerte“ General der Provinzen Raetiae I und II („Sub dispositione viri spectabilis ducis provinciae Raetiae primae et secundae“).
In der entsprechenden Passage der Notitia dignitatum heißt es dazu:
- „Praefectus legionis tertiae Italicae partis superioris, Castra Regina, nunc Vallato“ (Manching oder Weltenburg),
- „Praefectus legionis tertiae Italicae partis superioris deputatae ripae primae, Submuntorio“ (Burghöfe (Mertingen)),
- „Praefectus legionis tertiae Italicae pro parte media praetendentis a Vimania“ (Isny) Cassiliacum usque, Cambidano (Kempten),
- „Praefectus legionis tertiae Italicae transvectioni specierum deputatae, Foetibus“ (Präfekt der Legio III Italica, Abteilung zur Sicherung des Nachschubes im Kastell Foetibus, Füssen/Tirol) und
- „Praefectus legionis tertiae Italicae transvectioni specierum deputatae, Teriolis“ (Abteilung zur Sicherung des Nachschubes im Kastell Teriolis Zirl bei Tirol).

Die Soldaten aus Zirl transportierten und sicherten wahrscheinlich die mit Tragtieren über den Brenner herangeschafften Lebensmittel und Gebrauchsgüter bis zum Seefelder Sattel und übergaben sie dort der Kohorte aus Füssen. Von Füssen aus konnte der Nachschub mit Booten das Lechtal hinab weitertransportiert werden, um zum Beispiel die Abteilungen in Submuntorio (Burghöfe (Mertingen)) und andere Einheiten zu versorgen. Die Straße von Füssen in Richtung Nordwesten führte auch nach Cambodunum (Kempten (Allgäu)), von wo aus wiederum die Kastelle an der Iller erreicht werden konnten.
Die Vexillation im Kastell Burghöfe überwachte wohl den Straßenabschnitt zur nahegelegenen Provinzhauptstadt Augsburg. Vermutlich war diese Einheit auch mit Ruderschiffen ausgestattet und kontrollierte damit unter anderem die Donaumarschen westlich und östlich der Lechmündung.
Mit dem Verlust des Dekumatlandes war auch Cambodunum (Kempten) zur Grenzstadt geworden. Von Kempten bis zur Illermündung verlief die Reichsgrenze entlang des Flusses. Höchstwahrscheinlich war im Kastell auf der Burghalde (0,7 ha) die in der Notitia dignitatum erwähnte etwa 200 Mann starke Vexillation der Legion stationiert. Ihr oblag die Bemannung und Verteidigung der Kastellkette von Vimania (Isny) bis Cassiliacum (Memmingen?).
Aus den kampftüchtigsten Soldaten der Legion dürften um 300 zwei eigenständige Einheiten gebildet und als Tertiani (legionis comitatenses) in die Feldarmee des Comes Illyrici, sowie als Ursarienses in die gallischen Comitaneses eingereiht worden sein. Diese unterstanden wiederum dem Oberbefehl des Magister Peditum Praesentalis.